# Jo-ha-kyū
Jo-ha-kyū (序破急, « introduction, développement, conclusion ») est un concept de la musique, des arts scéniques et de l’esthétique japonais provenant de la musique de la cour gagaku (apparue au VIIIe siècle) et théorisé dans ses Traités par le dramaturge Zeami. Il a été appliqué dans de nombreux arts, comme la danse bugaku, le théâtre nô, la poésie renga, les arts martiaux, ou encore la cérémonie du thé.
Il s’agit de définir le rythme et les changements de rythmes d’une représentation de façon ternaire : introduction lente (jo), développement avec accélération (ha), conclusion rapide (kyū), le tempo et l’intensité allant crescendo jusqu’au final. Le développement (ha) introduit généralement une rupture qui prépare, après une transition, au dénouement (kyū).
Le jo-ha-kyū peut être appliqué pour la structure d’une pièce ou d’un programme, mais aussi de façon moins tangible dans la structure d’un acte, d’une scène, d’une section, d’un geste…

#### Musique
- « Courte introduction sur la corrélation entre timbre et la forme dans la musique de kangen », sur ccrma.stanford.edu (consulté le 3 décembre 2019).
- Jaroslaw Kapuscinski et François Rose, Le Temps et le Timbre dans la musique de gagaku, Paris, L’Harmattan, 2012, 75 p. (ISBN 978-2-296-96742-7, lire en ligne), p. 16-18, 32, 45.
- Akira Tamba, La Musique classique du Japon. Du XVe siècle à nos jours, Publications orientalistes de France, 2001, 175 p. (ISBN 978-2-7169-0323-3).

#### Théâtre
- (en) Sakaba Berberich, « Some Observations on Movement in Nō », Asian Theatre Journal, vol. 1, no 2,‎ automne 1984, p. 207-216 (lire en ligne).
- (en) Samuel L. Leiter, Historical Dictionary of Japanese Traditional Theatre, Lanham, Md., Scarecrow Press, 2006, 558 p. (ISBN 978-0-8108-5527-4), p. 140-141.
- Gérard Martzel, Le Dieu masqué : fêtes et théâtre au Japon, Paris, Publications orientalistes de France, 1982, 338 p. (ISBN 978-2-7169-0158-1), p. 208-212.
- Lionel Guillain, Le Théâtre nô et les arts contemporains, L'Harmattan, 2009, 370 p. (ISBN 978-2-296-21212-1, lire en ligne), p. 50-52.

#### Poésie
- (en) Earl Miner, Japanese Linked Poetry, Princeton University Press, 1980 (ISBN 0-691-01368-3), p. 21.